# Arbetshypotes
Arbetshypotes är ett begrepp som inom vetenskapligt arbete som beskriver ett antagande, vilket kan antas ge en korrekt bild av verkligheten. Värdet av detta ligger i dess förmåga att kunna ligga till grund för en vald arbetsmetod. Den kan således användas för att på ett givande sätt ordna en viss mängd data, strukturera en begreppsbildning eller för att ligga till grund för utformningen av vidare forskning och experiment i det aktuella ämnet.
En arbetshypotes gäller endast så länge som fakta inte styrker dess oriktighet och bör därför inte likställas med en ”förutfattad mening”.